# Brixia denticulata
Brixia denticulata är en insektsart som beskrevs av Van Stalle 1983. Brixia denticulata ingår i släktet Brixia och familjen kilstritar. Inga underarter finns listade i Catalogue of Life.